# Gamma Delfinidi
Le Gamma Delfinidi sono uno sciame meteorico con sigla internazionale GDE: non sono da confondere con le Gamma Delfinidi di gennaio, sigla internazionale JGD.
Attorno alla data dell'11 giugno il radiante dello sciame è situato alle coordinate celesti 22 H 48 M, + 12º: la velocità delle meteore è di 55,7 km/s.

## Origine
Fino a pochi anni fa non si conosceva alcun possibile corpo progenitore dello sciame; il 13 novembre 2006 è stato scoperto un asteroide che si è rivelato pochi giorni dopo essere una cometa, la C/2006 VZ13 LINEAR, questa cometa possiede un'orbita iperbolica che in un punto passa molto vicino a quella della Terra, a circa 677.000 km di distanza.
Fu l'astrofilo francese Cédric Bemer ad attirare l'attenzione degli astronomi professionisti sulla possibilità che il 27 maggio 2008 potesse manifestarsi una pioggia di meteore con un radiante situato alle coordinate celesti 22 H 00 M, +16º. In effetti uno sciame meteorico con il radiante approssimativamente a quelle coordinate e in quel periodo dell'anno era già conosciuto da molti anni; il 10 giugno 1930 era stato osservato dal Maryland (Usa), un outburst di meteore della durata di soli 30 minuti: più recentemente l'astronomo Peter Jenniskens aveva già riportato l'esistenza di uno sciame meteorico circa alle stesse coordinate, 21 H 20 M, +12 e quasi nello stesso periodo dell'anno, 1-20 giugno.

## Previsioni attività futura
- Nel 1997 secondo previsioni pubblicate da Peter Jenniskens prima della scoperta della cometa C/2006 VZ13 LINEAR, le Gamma Delfinidi avrebbero dovuto dare luogo dopo quella dell'10 giugno 1930 a piogge meteoriche nel 2002-2003 e in futuro nel 2013 e 2027-2028[9].
- Nel 2003 secondo previsioni pubblicate da Esko Lyytinen e Peter Jenniskens anche in questo caso prima della scoperta della cometa C/2006 VZ13 LINEAR, le Gamma Delfinidi avrebbero dovuto dar luogo a una pioggia l'11 giugno 2003 e in futuro alle date: 11 giugno 2012, 11 giugno 2013, 11 giugno 2027, 11 giugno 2034, 11 giugno 2048 e 11 giugno 2049[10].